# Cisticola natalensis
El cistícola de Natal (Cisticola natalensis) es una especie de ave paseriforme de la familia Cisticolidae propia del África subsahariana.

## Descripción

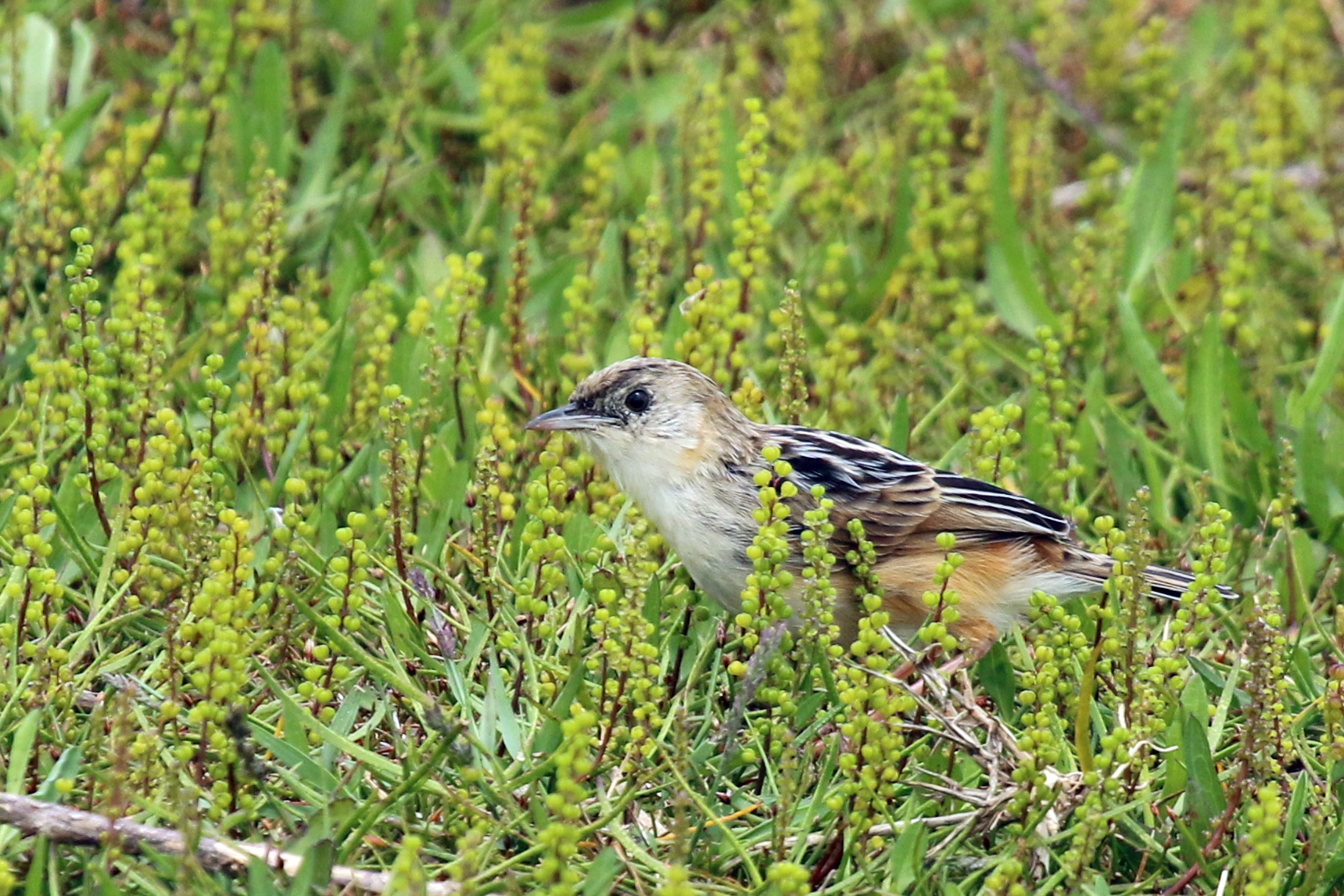
En el lago Sibaya, Kwa-Zulu Natal.

Aunque es un pájaro pequeño, de unos 15 cm de largo, es uno de los cistícolas de mayor tamaño. Sus partes superiores son de color pardo grisáceo con un denso vetado negro en espalda y alas, producto de que las plumas de estas zonas tienen el centro negro y los bordes marrones. Además, presenta una banda de color castaño en las alas. En cambio, sus partes inferiores son blanquecinas. Su cola es ancha y con la punta clara, y suele agitarla con frecuencia. Su pico es oscuro, corto y robusto. 
Es muy parecido a otros miembros de su género. La mejor forma de distingirlo de sus muchos parientes africanos es su tamaño y por su canto parecido de una rana, de tipo «briip-briip».

## Distribución y hábitat
Es un pájaro sedentario que ocupa gran parte del África subsahariana, estando ausente de las zonas secas de África austral y el Cuerno de África, y los bosques más densos
Sen encuentra en gran diversidad de hábitat herbáceos, como las sabanas, con frecuencia cerca del agua, y también en habita en los humedales.

## Comportamiento
Se un pájaro insectívoro. Esta especie es más fácil de escuchar, que de observar, especialmente fuera de la época de cría, ya que no suele salir de entre la hierba.
Los machos son polígamos. Las hembras construyen nidos discretamente escondidos entre las hierbas. El nido consiste en una bola de hierba entrelazada con telarañas y otras fibras vegetales. Suelen poner entre 2-4 huevos.